# Oelatimo
Oelatimo is een bestuurslaag in het regentschap Kupang van de provincie Oost-Nusa Tenggara, Indonesië. Oelatimo telt 1151 inwoners (volkstelling 2010).